# Cueva del Pirata
Cueva del Pirata es una cueva marina en la localidad de Quintero, cerca de Valparaíso, Chile, Se ubica en la Playa Los Enamorados.
En el folclore de la zona, se asocia la cueva con el pirata Francis Drake. Una versión dice que cuando Drake saqueó el puerto se sintió decepcionado por el escaso botín, por lo que procedió a entrar furioso en las iglesias para saquearlas y orinar en los cálices. Sin embargo, descubrió que el botín no valía lo suficiente como para llevarlo a bordo de su galeón, por lo que decidió esconderlo en la cueva. Otra versión dice que se dejó un tesoro en la cueva porque el botín había sido más de lo que podía llevar a bordo. Junto al tesoro, Drake habría dejado a un hombre encadenado o un centinela esperando su regreso, lo cual no hicieron. Se dice que el tesoro todavía está allí, pero quienes se acercan a él terminan ahogados.
Se ha sugerido que la costa rocosa cerca de la cueva tiene evidencia de actividad humana que data del Paleolítico.